# Nymphicus hollandicus pied

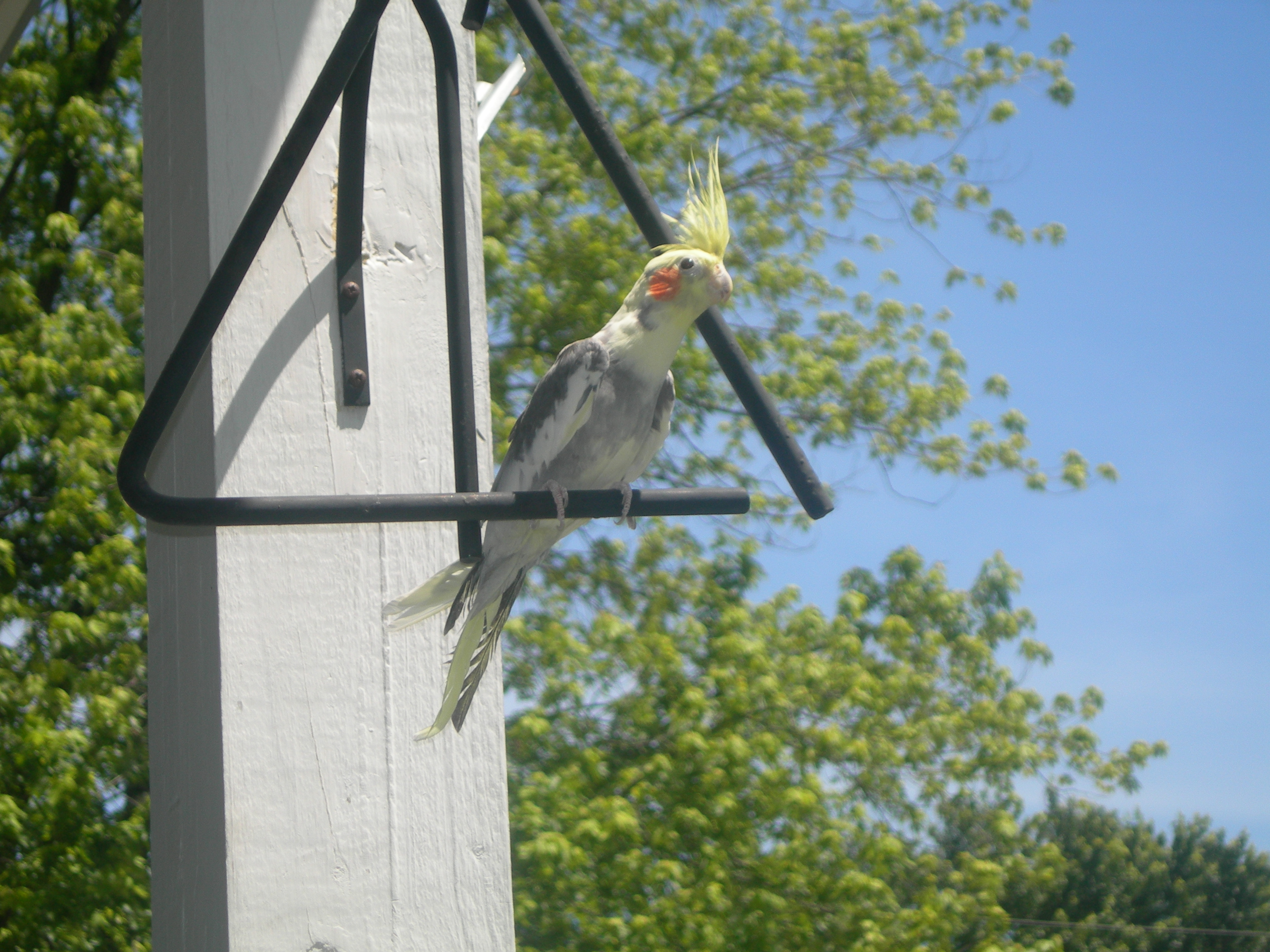

Vẹt mào Pied là đột biến đầu tiên về di truyền màu sắc của vẹt mào, với bộ lông chủ yếu từ xám đến vàng nhạt và trắng và các mảng má màu cam.
Vẹt mào có các đốm màu lớn, ngẫu nhiên trên cơ thể, sau khi có "màu xám bình thường" hoặc "loại hoang dã" bộ lông của vẹt mào chủ yếu có màu xám với các vệt trắng nổi bật ở mép ngoài của mỗi cánh.
Các nhà lai tạo chim có thể lai tạo các đặc điểm nhất định và họ đã lai tạo các đột biến màu sắc khác nhau ở vẹt mào từ những năm 1940.
Đột biến vẹt đuôi dài là màu đột biến vẹt mào đầu tiên được thành lập ở Hoa Kỳ vào năm 1951. Pied xuất hiện chính xác bởi chuồng chim của "Mr. D. Putman" ở San Diego, California, Hoa Kỳ.
Sau lần đột biến gen đầu tiên về màu sắc này, chim vẹt đã biết đến một loạt các đột biến như gà chọi Lutino với tư cách là loài vẹt đuôi dài di truyền màu sắc thứ hai, xuất hiện lần đầu vào năm 1958,
 Vẹt mào mặt trắng (xuất hiện lần đầu tiên vào năm 1964), Vẹt mào màu quế, và vẹt mào Pearled xuất hiện ở Đức vào năm 1967 hoặc 1968  và vẹt mào Pastelface.

## Vẹt nặng và vẹt nhẹ
Có hai loại đột biến màu sắc của vẹt đuôi dài trong đột biến này, "vẹt mào nặng" và "vẹt mào nhẹ". sự khác biệt giữa vẹt đuôi dài Heavy Pied và Light Pied, một con vẹt Light Pied nên có 10% màu lông (ít hơn bất kỳ và chúng thực sự có thể bị tách đôi) và một con vẹt Heavy Pied nên có hơn 75% màu lông. có rất nhiều biến thể của pieds từ chỉ một vài chuyến bay có pied và lông trên cơ thể cho đến một con chim chủ yếu có màu vàng (hoặc trắng) chỉ với một vài bộ lông sẫm màu, đôi khi được gọi là pied "ngược" hoặc "lưng yên ngựa".
nếu một con pied không có lông sẫm màu hoặc có 1-2 chiếc lông sẫm màu trên mặt, ngực hoặc mông thì nó được gọi là "pied trong". Những chiếc pied trong suốt thường có thể bị nhầm với một con lutino, sự khác biệt giữa một con pied trong suốt và một con lutino nằm ở đôi mắt của chúng. Mắt của Lutino sẽ phản chiếu ánh sáng đỏ trở lại ở cả con ngươi và mống mắt, một chú chim trong suốt sẽ có con ngươi đen và mống mắt màu nâu (nếu chim cũng là màu quế thì con ngươi sẽ có màu rượu vang trong khi mống mắt vẫn có màu nâu)

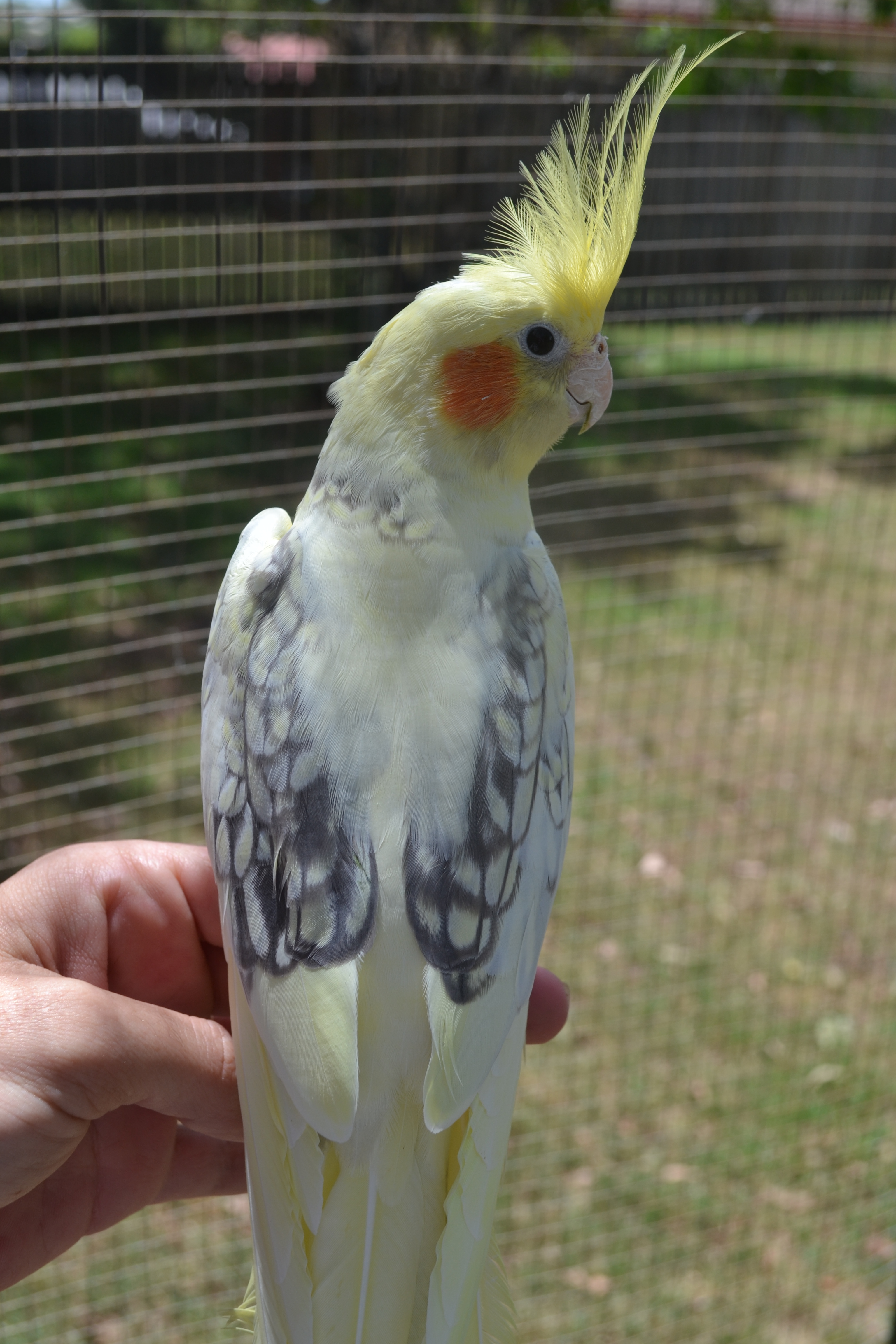
Một con vẹt mào ngọc trai.

## Kích thước và trọng lượng
Loài chim này dài tới 12 inch (30 cm) và nặng từ 3 đến 4 ounce.

## Âm thanh
Tất cả các đột biến gen về màu sắc của vẹt mào đều có cùng một Tweet.